# روابط اسرائیل و عربستان سعودی
اسرائیل و عربستان سعودی به‌طور رسمی دارای رابطه دیپلماتیک نیستند. با این حال، گزارش‌ها بیان‌گر آن است که این دو کشور دارای همکاری گسترده غیرعلنی برای مقابله با جمهوری اسلامی ایران و تضعیف آن هستند.
همزمان، روابط عربستان با فلسطین و رهبر آن در حال خراب شدن است.
همچنین عربستان و برخی کشورهای عربی حوزه خلیج پارس (امارات متحده، بحرین و …)با پشتیبانی اسرائیل و استفاده از شبکه‌های بزرگ مالی-سیاسی و نفوذش در اتحادیه اروپا، بریتانیا، کانادا، استرالیا و ایالات متحده آمریکا می‌کوشند تا از تجزیه طلبان پان عرب در جنوب ایران (به ویژه استان خوزستان) برای جداسازی این استان ایران گام بردارند.

## دیدگاه کلی
براساس گزارش هاآرتص، جلسات منظم با شرکت کارشناسان از کشورهای اردن، عربستان سعودی و ایالات متحده در خصوص بررسی اقدامات جمهوری اسلامی ایران برگزار می‌شود.
در اوت سال ۲۰۱۶، بنا به گزارش روزنامه نگاران عربستانی، این کشور با تغییر دیدگاه‌های رایج خود و ارسال پالس‌های مثبت در خصوص اسراییل آشکارا به تلاش برای تغییر افکار عمومی جهت مناسبات بهتر بین دو ملت اسراییل و عربستان تلاش کرد.

## تجارت
عربستان سعودی فاقد رابطه دیپلماتیک با اسرائیل است. این کشور در سال ۲۰۰۵ اعلام کرد با توجه به اینکه سازمان تجارت جهانی نمی‌توانند علیه همدیگر ممنوعیت استفاده و صادرات و واردات کالا را داشته باشند لذا محدودیت‌های تحریمی در خصوص اسراییل را دنبال نمی‌کند.

## مقاله‌های مرتبط
- روابط عربستان سعودی و افغانستان
- روابط عربستان سعودی و عراق در جنگ ایران و عراق
- روابط عربستان سعودی و قطر
- روابط عربستان سعودی و مالزی
- روابط عربستان سعودی و کانادا